# Nepterotaea diagonalis
Nepterotaea diagonalis är en fjärilsart som beskrevs av Samuel E. Cassino 1927. Nepterotaea diagonalis ingår i släktet Nepterotaea och familjen mätare. Inga underarter finns listade i Catalogue of Life.